# Baklava
Ne doit pas être confondu avec Balaklava.
Le baklava est un dessert traditionnel commun aux peuples des anciens empires ottoman et perse. On trouve également ce dessert dans plusieurs régions telles que le Caucase, les Balkans, le Moyen-Orient et l'Afrique du Nord.

## Étymologie
Selon Oxford English Dictionary, le terme Baklava proviendrait du turc ottoman Baqlavā.

## Origines
Les origines du baklava sont peu documentées. Il existe trois hypothèses qui en font remonter les origines à la période pré-ottomane : l'une est en lien avec la tradition des pains feuilletés des peuples turcs d’Asie centrale ; la deuxième en lien avec le gâteau romain placenta et ses évolutions dans la cuisine byzantine ; la troisième en lien avec la cuisine perse et le lauzinaq.
Son existence sous sa forme actuelle est attestée sous l'Empire ottoman, dans les cuisines impériales du palais de Topkapı, à Constantinople où le sultan offrait des parts de baklava aux janissaires chaque quinzième jour du mois de ramadan, lors d'une cérémonie baptisée Baklava Alayı,.

## Baklava de Gaziantep
Le 8 août 2013, l'Union européenne accorde une indication géographique protégée pour la variété turque Antep Baklavası, aussi connue sous le nom de Gaziantep Baklavası. Le baklave de Gaziantep est composé de couches de feuilles de pâte phyllo (yufka en turc), fourré de crème de semoule et de pistaches d'Antep et sucré avec du sirop.

## Autres variétés de Baklavas
Il en existe de nombreuses variantes, en fonction des terroirs et des régions. En dehors de la Turquie, il est consommé traditionnellement dans les anciens pays ayant fait partie de l'Empire ottoman ou de la sphère asiatique : en Albanie, au Montenegro ,en Algérie, en Arménie, en Azerbaïdjan, en Bosnie, en Bulgarie, à Chypre, en Croatie, en Égypte, en Géorgie, en Grèce, en Iran, en Irak, en Jordanie, au Liban,,, en Ouzbékistan, dans le sud de la Roumanie, en Serbie, en Syrie, en Israël et Palestine et en Tunisie. Au Maroc on le retrouve dans les villes du nord : Tanger et Tétouan qui — fait singulier à l’échelle du Maroc —ont subi l'influence culinaire ottomane. En effet après la conquête française d'Alger en 1830, nombre d'Algériens émigrent depuis l'ancienne régence d'Alger vers Tétouan et apportent avec eux les influences culinaires turques dont le baklawa et différents desserts à la pâte d'amande.
Les recettes et la composition varient selon l'origine géographique, ce qui fait que chaque pays ou région détient son propre baklava. Ainsi, il est à base de pistaches ou noisettes en Turquie et au Moyen-Orient, à base d'amandes et de miel au Maghreb et à base de noix dans les pays des Balkans.
Le baklava, introduit en Grèce par l'Empire ottoman aurait été modifié avec le temps. Celui-ci comporterait désormais 33 couches de pâtes en référence aux années du Christ passées sur terre.
Il est constitué de pâte phyllo, de sirop de sucre (remplacé par du miel en Grèce, en Tunisie, en Algérie et au Maroc) et, selon les recettes et les régions, de pistaches, de noix ou de noisettes.
Le baklawa algérien est un feuilleté à base d'amandes et de sirop de miel. Ce gâteau aurait été inspiré du baklava turc durant la régence ottomane et serait présent depuis plus de 300 ans. Il se distingue par sa composition et son feuilletage atypique.
Le baklava est fait à base de pâte phyllo et de pistache, au Liban et en Syrie,.
Le baklava dans les Balkans occidentaux est fait à base de pâte phyllo, de noix et de miel,.

Quelques variétés de baklava
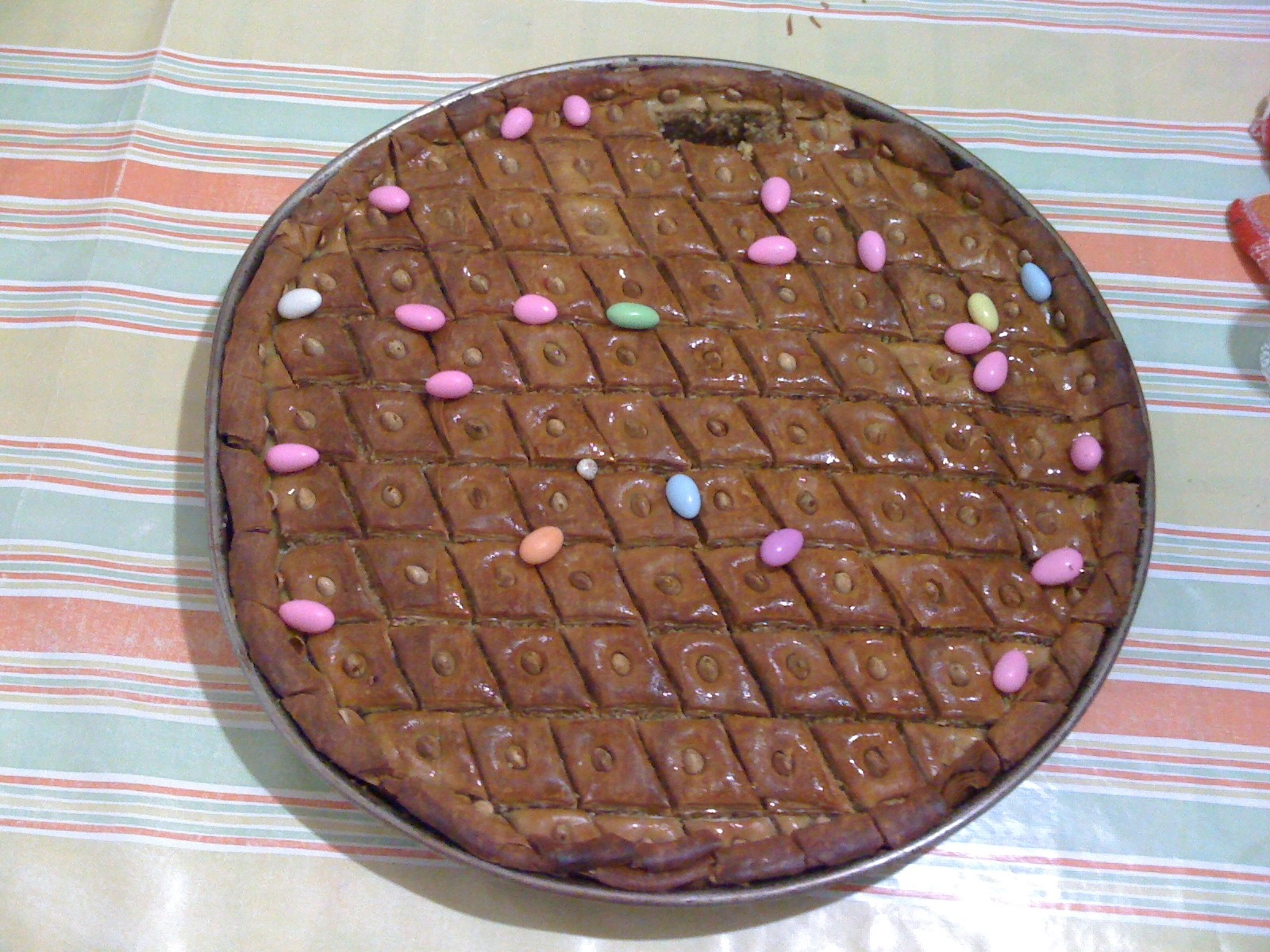
Plateau de baklawa algérien tel que présenté lors de la cuisson.
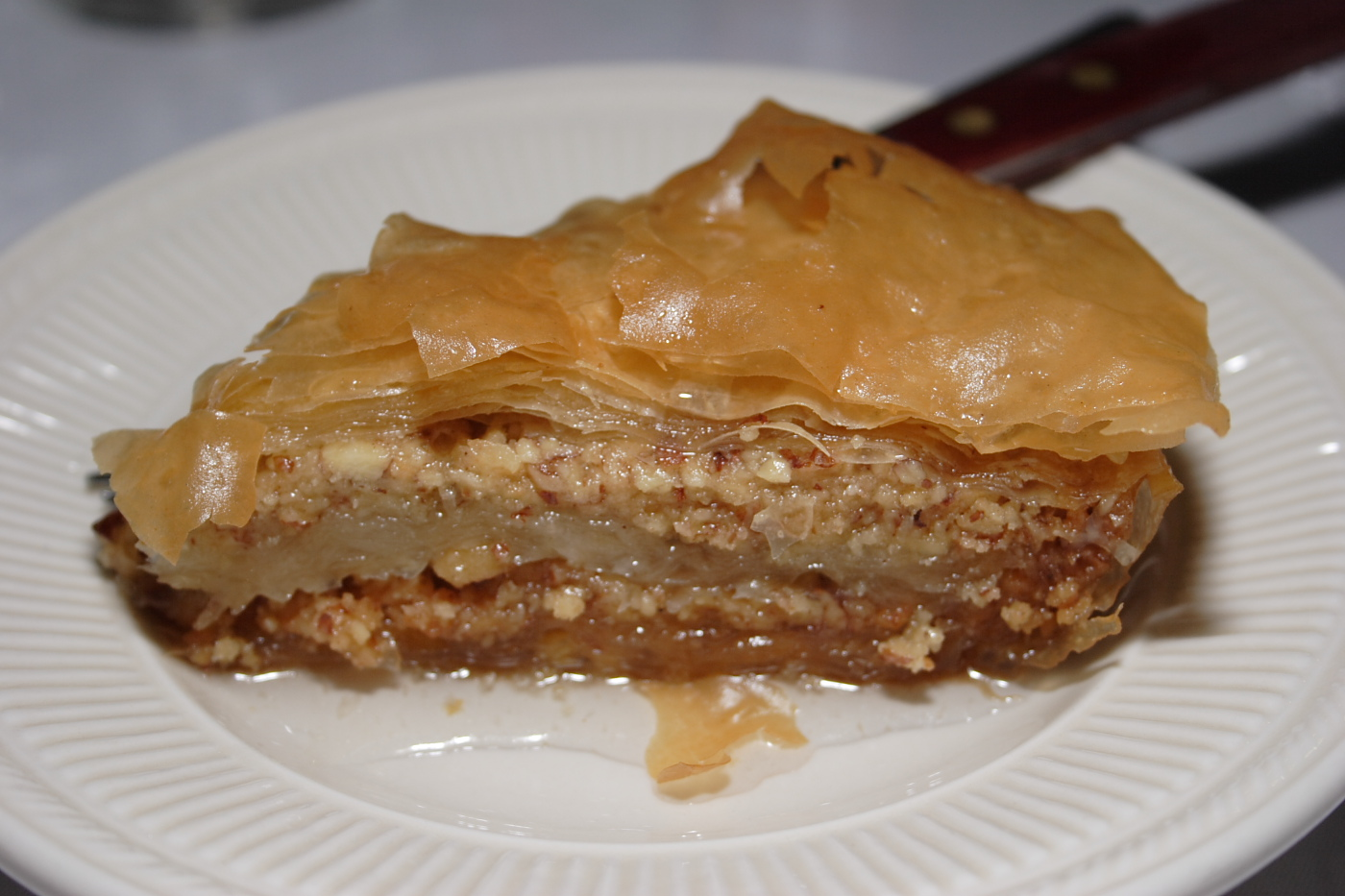
Variante de baklava avec noix ou amandes.
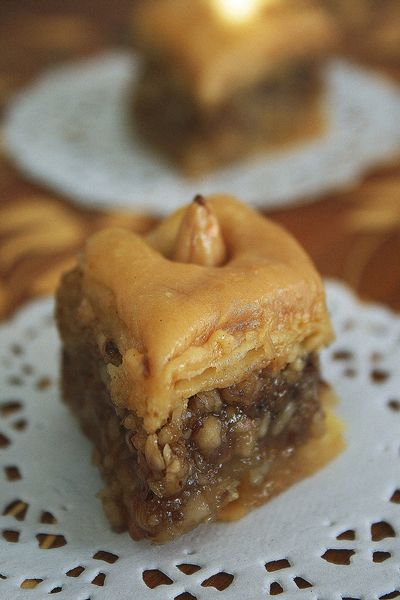
Baklawa algérien.
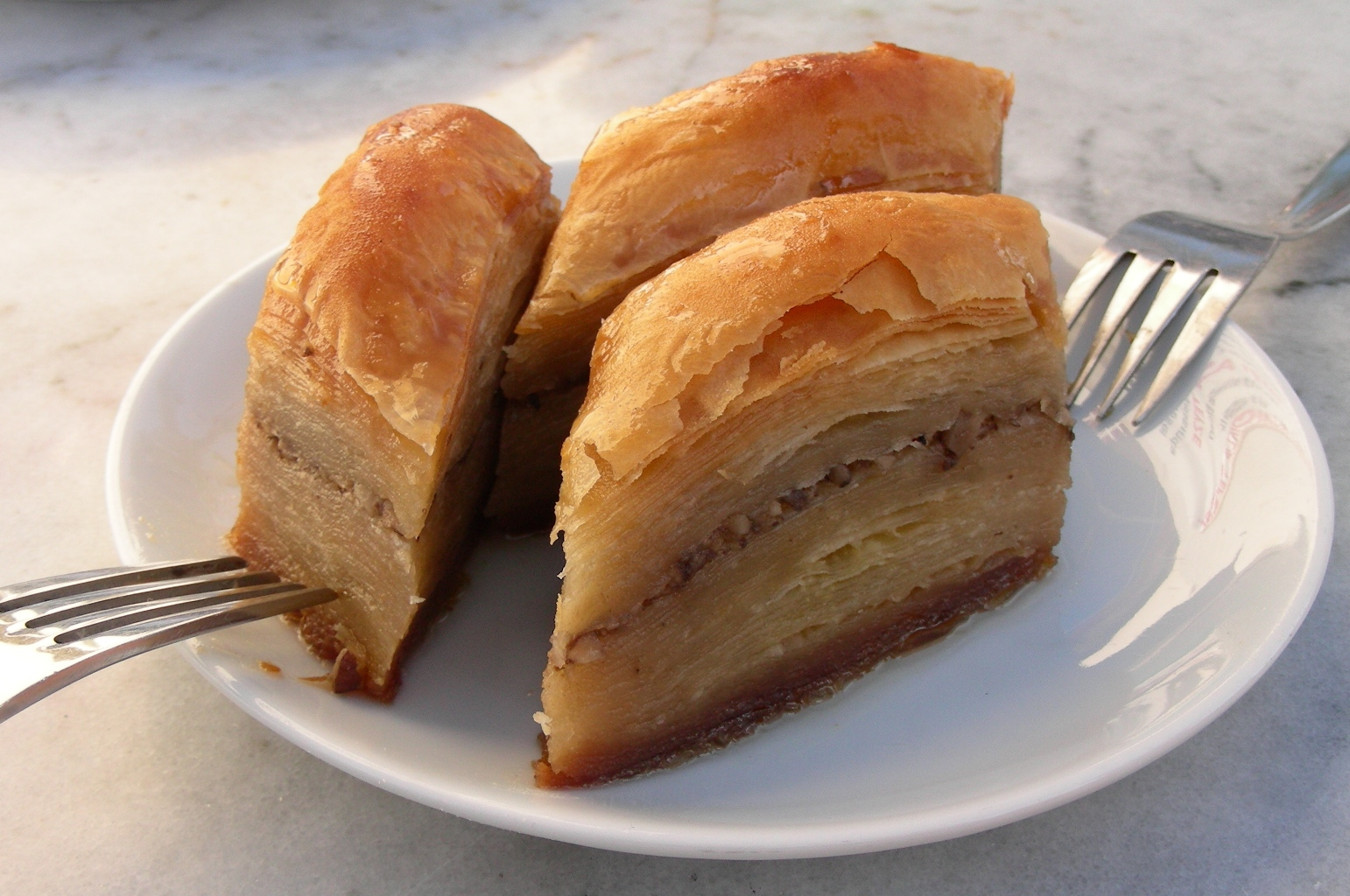
Présentation de trois baklavas.
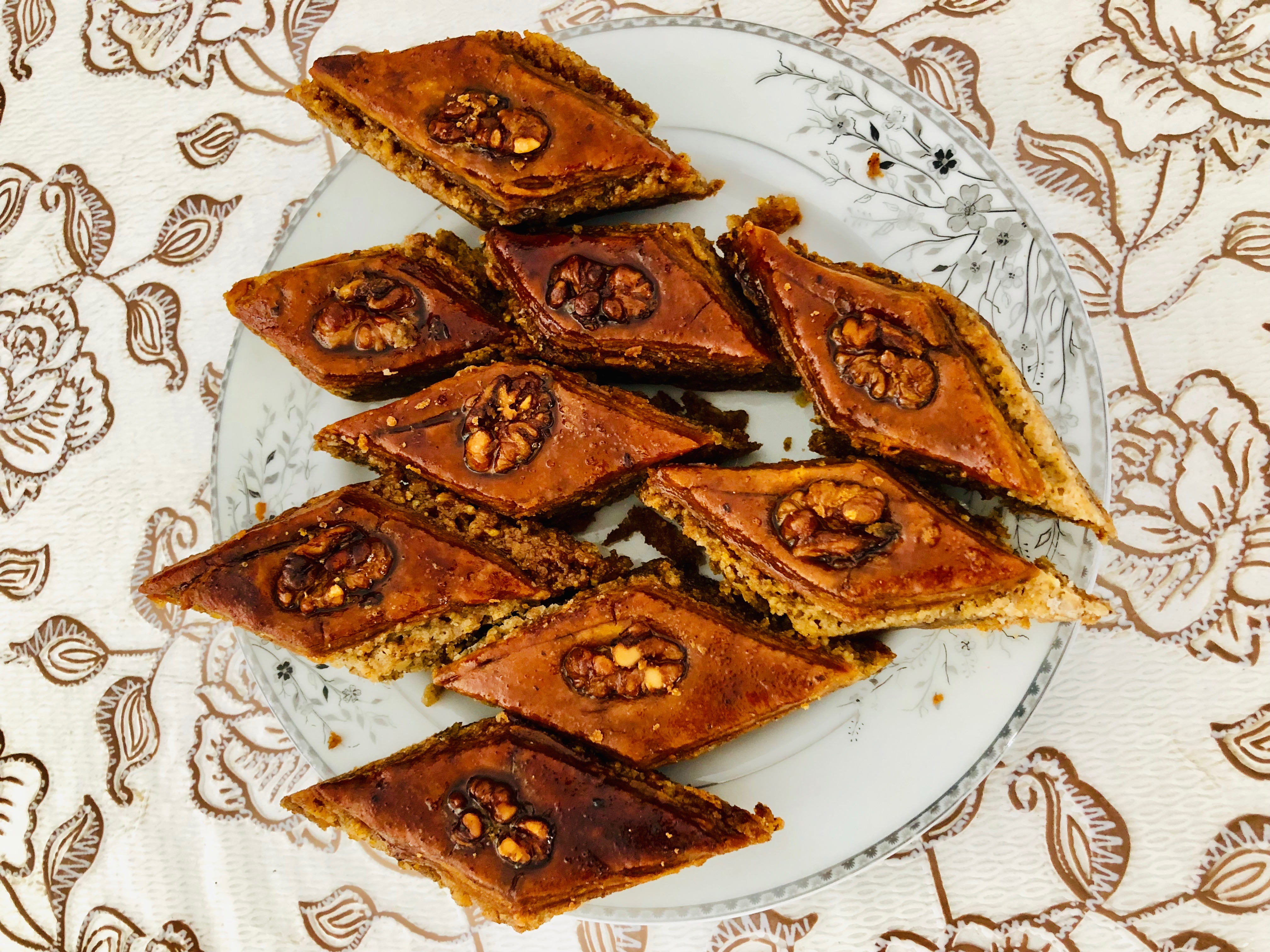
Variante de baklava arméniens.

## Popularité du mot
Baklava est le nom actuel de la version 16 en cours de développement du système d'exploitation Android dont la prochaine sortie sera prévue en 2025.